# Seegefecht vor Korsakow
Port Arthur (Seeschlacht) – Tschemulpo – Yalu – Nanshan – Te-li-ssu – Hitachi-Maru-Vorfall – Motien-Pass – Tashihchiao – Hsimucheng – Port Arthur (Belagerung) – Gelbes Meer – Ulsan – Korsakow – Liaoyang – Shaho – Sandepu – Mukden – Tsushima – Sachalin
Die Seegefecht vor Korsakow fand am 7. Augustjul. / 20. August 1904greg. zwischen dem russischen Geschützten Kreuzer Nowik und den beiden japanischen Geschützten Kreuzern Tsushima und Chitose vor Korsakow in der Aniwa Bucht statt. Die Nowik wurde von ihrer eigenen Besatzung auf Grund gesetzt.

## Vorgeschichte
In der Schlacht im Gelben Meer versuchte die russische Flotte, der japanischen Blockade von Port Arthur zu entkommen. Der Versuch scheiterte im Gefecht mit der japanischen Flotte, in dem die Nowik durch drei Treffer leicht beschädigt wurde und zwei Mann der Besatzung starben. Die meisten russischen Schiffe drehten nach zwei Stunden Gefecht und dem Tod des Geschwaderchefs wieder nach Port Arthur ab.
Die Nowik unter ihrem Kapitän Michail von Schulz und einige andere russische Schiffe versuchten, zum deutschen Stützpunkt Kiautschou zu fliehen. Außer der Nowik wurden alle Schiffe interniert. Sie verließ Tsingtau und versuchte, die japanischen Inseln im Osten zu umlaufen, um Wladiwostok zu erreichen. Sie wollte einen Zwischenstopp vor Korsakow machen, um Kohlen zu bunkern.

## Gefecht

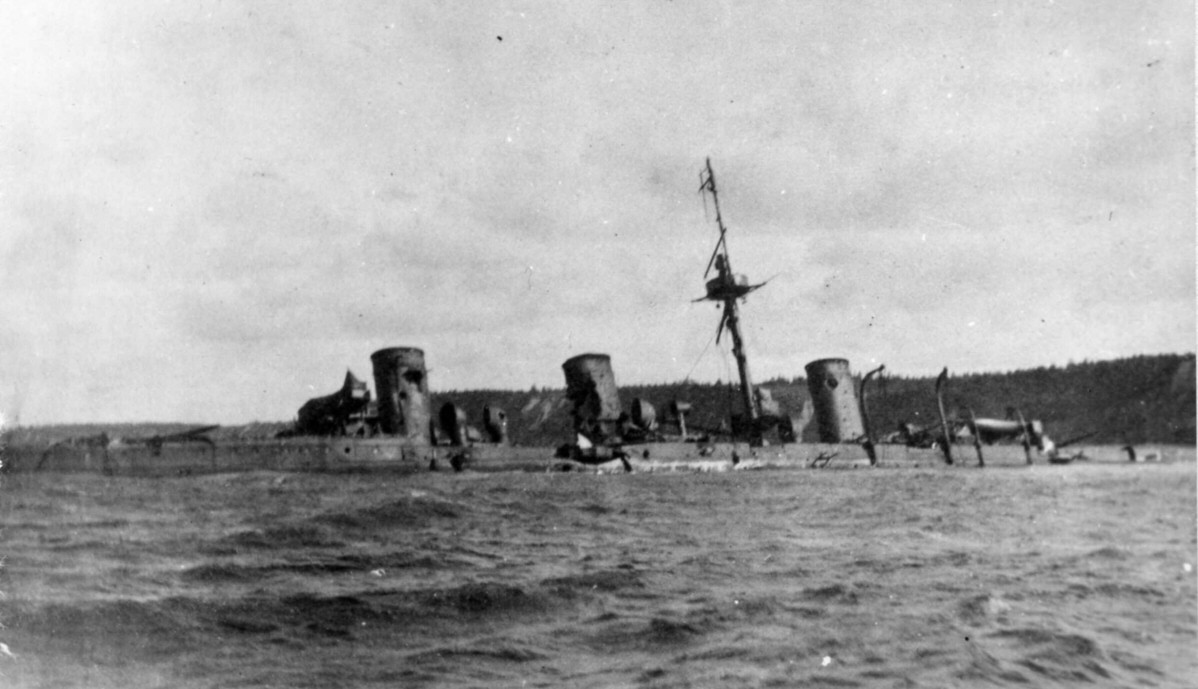
Wrack der Nowik nahe Korsakow

Am 20. August 1904 wurde die Nowik von einem japanischen Transporter entdeckt, als sie vor Korsakow Kohlen übernahm. Die Nowik war in der Aniwa-Bucht gefangen und gezwungen, ein Gefecht mit der artilleristisch überlegenen Tsushima unter Kapitän Sendo TakeHisashi (jap. 仙頭 武央) anzunehmen. Im Gefecht erhielt sie fünf Treffer, davon drei unter der Wasserlinie. Zwei Seeleute wurden getötet und etliche verletzt. Als auch noch der Kreuzer Chitose (Kapitän Takagi Sukeichi, jap. 高木 助一) eintraf, versenkte die russische Besatzung ihr Schiff vor Korsakow, da sie keine Chance des Entkommens mehr sah.

## Folgen
General Lyapunow, der Militärgouverneur von Sachalin, hatte die Nowik in seine Verteidigungsstrategie der Insel miteinbezogen. Mit dem Verlust des Kreuzers war die Küste Sachalins vollständig ungeschützt, und am 7. Juli 1905 landeten japanische Truppen bei Korsakow und Alexandrowski Post.